# Рутилий Пуденс Криспин
Рутилий Пуденс Криспин (на гръцки: Ῥουτειλίου Πούδε̣ντος Κρισπείνου; на латински: Rutilius Pudens Crispinus) е римски управител на провинция Тракия (legatus Augusti pro praetore Thraciae) по времето на август Александър Север през 231 – 233 г. Произхожда от знатния римски род Рутилии.
Вероятно участва в посрещането на август Александър Север при военната му кампания от Рим към Персия през 231 г., както и при връщането му обратно към Рим през пролетта на 233 г. С това вероятно се обяснява големия брой открити пътни колони издигнати от него по Виа Милитарис(Диагоналния път), общо десет на брой – четири с управата на Филипопол (дн. Пловдив) – две в града, една в с. Златитрап и пътна станция Тугугерум (дн. с. Йоаким Груево); две с Хадранопол (дн.Одрин) – при с. Капитан Андреево и пътна станция Кастра Рубра (дн. с. Изворово); две с управата на Пауталия (дн. Кюстендил) – при с. Голяновци и с. Градине; една с управата на Сердика (дн. София) от околностите на София и една с управата на Августа Траяна (дн. Стара Загора) при с. Странско.
По-късно, вероятно между 234 и 238 г. Криспин е суфектконсул в Рим.